# سوزان دلبن
سوزان دلبن (به انگلیسی: Suzan DelBene) نمایندهٔ حوزه انتخابیه اول واشینگتن از حزب دموکرات ایالات متحده آمریکا در مجلس نمایندگان ایالات متحده آمریکا است که برای نخستین‌بار در ۶ نوامبر ۲۰۱۲ میلادی به‌عضویت این مجلس درآمد.